# Osatica
Osatica (en serbe cyrillique : Осатица) est un village de Bosnie-Herzégovine. Il est situé dans la municipalité de Srebrenica et dans la république serbe de Bosnie. Selon les premiers résultats du recensement bosnien de 2013, il compte 63 habitants.

## Géographie
Osatica est situé sur les bords de la Drina.

## Démographie

### Répartition de la population par nationalités (1991)
En 1991, le village comptait 465 habitants, répartis de la manière suivante :

### Communauté locale
En 1991, la communauté locale d'Osatica comptait 3 392 habitants, répartis de la manière suivante :